# 须嘴鸦
须嘴鸦（学名：Ptilostomus afer），是鸦科须嘴鸦属的一种，分布于科特迪瓦、埃塞俄比亚、几内亚比绍、贝宁、塞内加尔、乍得、马里、多哥、毛里塔尼亚、喀麦隆、尼日尔、塞拉利昂、加纳、中非共和国、尼日利亚、利比里亚、肯尼亚、坦桑尼亚、刚果民主共和国、几内亚、冈比亚、苏丹、布基纳法索和乌干达。全球活动范围约为3,770,000平方千米。该物种的保护状况被评为无危。
须嘴鸦的平均体重约为128.0克。栖息地包括亚热带或热带的（低地）季节性湿润草原、季节性泛滥农田、牧草地、城市、耕地、干燥的稀树草原、亚热带或热带的（低地）干草原和乡村花园。